# Alizyna
Alizyna – organiczny związek chemiczny z grupy α-aminokwasów. Aldehydowy analog lizyny. Jest wytwarzana w organizmach zwierzęcych przy udziale enzymu oksydazy lizynowej w macierzy pozakomórkowej. Ma zasadnicze znaczenie w procesie sieciowania podczas syntezy elastyny i kolagenu.